# Монтілья (Кордова)
Монтілья (ісп. Montilla) — муніципалітет в Іспанії, у складі автономної спільноти Андалусія, у провінції Кордова. Населення — 23 907 осіб (2010).
Муніципалітет розташований на відстані близько 330 км на південь від Мадрида, 35 км на південь від Кордови.
На території муніципалітету розташовані такі населені пункти: (дані про населення за 2010 рік)
- Серро-дель-Умо: 41 особа
- Кортіхо-Бланко: 39 осіб
- Харата: 199 осіб
- Льяно-дель-Место: 62 особи
- Монтілья: 22815 осіб
- Ріофріо: 122 особи
- Ла-Салуд: 120 осіб
- Сан-Франсіско: 36 осіб
- Ла-Сьєрра/Буенавіста: 379 осіб
- Ла-Сарса: 94 особи

## Демографія
Динаміка населення (INE ):

## Галерея зображень

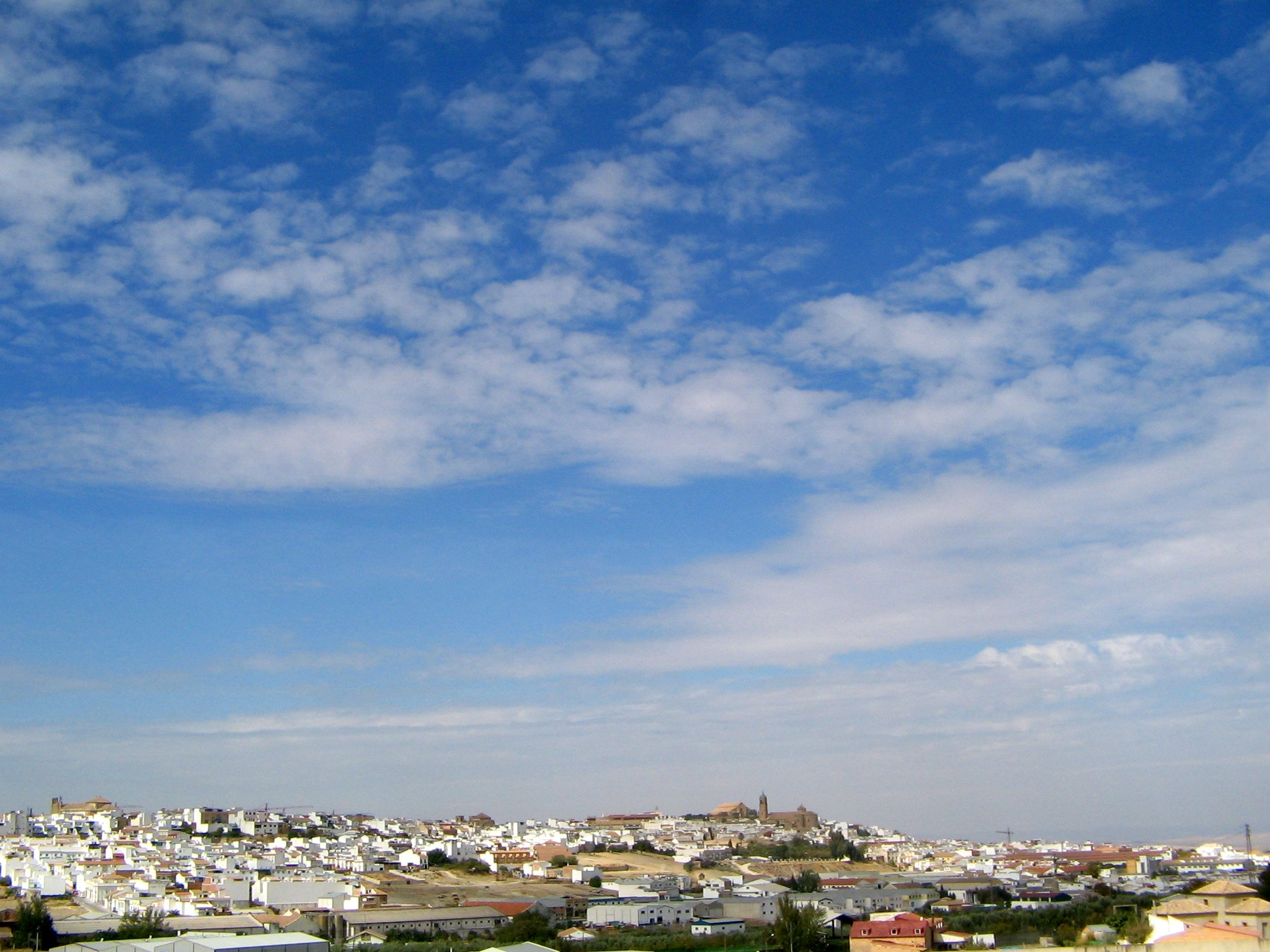
Монтілья